# NGC 7163
NGC 7163 (другие обозначения — PGC 67785, ESO 466-30, MCG -5-51-35, IRAS21564-3207) — галактика в созвездии Южная Рыба.
Этот объект входит в число перечисленных в оригинальной редакции «Нового общего каталога».